# Brian MacLellan
Brian John MacLellan (* 27. Oktober 1958 in Guelph, Ontario) ist ein ehemaliger kanadischer Eishockeyspieler und derzeitiger -funktionär. Während seiner aktiven Karriere absolvierte der linke Flügelstürmer über 600 Spiele in der National Hockey League und gewann dabei 1989 mit den Calgary Flames den Stanley Cup. Von 2014 bis 2024 war er als General Manager der Washington Capitals tätig und fungiert weiterhin als deren Director of Hockey Operations.

## Karriere

### Als Spieler
Brian MacLellan wurde in Guelph geboren und spielte dort in seiner Jugend für die Guelph Platers, bevor er 1978 in die Vereinigten Staaten an die Bowling Green State University wechselte. Für deren Eishockey-Team lief er die kommenden vier Jahre in der Central Collegiate Hockey Association (CCHA) auf und wurde dabei 1982 ins CCHA First All-Star Team gewählt, allerdings in keinem NHL Entry Draft berücksichtigt. 1982 verließ der Kanadier die Universität mit einem Bachelor of Business Administration und schloss sich in der Folge als Free Agent den Los Angeles Kings aus der National Hockey League (NHL) an. Nach einer Saison, die er zum Großteil beim Farmteam der Kings, den New Haven Nighthawks, in der American Hockey League (AHL) verbracht hatte, etablierte sich der Angreifer im NHL-Aufgebot der Kings. Im Trikot von Los Angeles erzielte MacLellan in der Saison 1984/85 seine beste persönliche Statistik, als er auf 85 Scorerpunkte in 80 Spielen kam. Infolgedessen gehörte der Flügelstürmer auch zur kanadischen Nationalmannschaft, die bei der Weltmeisterschaft 1985 die Silbermedaille gewann.
Trotz dieser Erfolge gaben ihn die Kings im Dezember 1985 samt ihrem Viertrunden-Wahlrecht für den NHL Entry Draft 1985 an die New York Rangers ab, die im Gegenzug Roland Melanson und Grant Ledyard nach Kalifornien schickten. In New York beendete MacLellan nur die Spielzeit 1985/86, bevor er bereits im September 1986 an die Minnesota North Stars abgegeben wurde. Die Rangers erhielten dafür ein Drittrunden-Wahlrecht im NHL Entry Draft 1987. In Minnesota trat MacLellan in den folgenden drei Saisons weiterhin als regelmäßiger Scorer in Erscheinung, bis ihn im März 1989 die Calgary Flames verpflichteten. In diesem Transfer erhielt Calgary zusätzlich ein Viertrunden-Wahlrecht für den NHL Entry Draft 1989, während Shane Churla und Perry Berezan nach Minnesota wechselten. Mit den Flames gewann der Kanadier in den folgenden Playoffs den Stanley Cup und verblieb in der Folge zwei weitere Saisons in Calgary, bis er im Juni 1991 im Tausch für Marc Habscheid an die Detroit Red Wings abgegeben wurde. In Detroit konnte sich der Angreifer allerdings keinen Stammplatz mehr erspielen, kam in der gesamten Saison 1991/92 auf nur 23 Einsätze und beendete daraufhin nach dem Ende der Spielzeit seine aktive Karriere.
Insgesamt kam MacLellan in zehn NHL-Jahren auf 606 Einsätze, in denen er 172 Tore, 241 Vorlagen und 413 Scorerpunkte erzielte.

### Als Funktionär
Zwischen dem Ende seiner aktiven Karriere und der Rückkehr ins Eishockey-Geschäft lag ein neunjähriger Hiatus, in dem MacLellan zuerst sein Studium fortsetzte und dieses im Jahre 1995 mit einem Master of Business Administration von der University of St. Thomas abschloss. Anschließend war er unter anderem für National Car Rental sowie in der Finanzberatungs-Branche tätig, bevor er in der Saison 2000/01 begann, für die Washington Capitals als Scout zu arbeiten; dies geschah auf Initiative des derzeitigen General Managers der Capitals, George McPhee, mit dem MacLellan gemeinsam bei den Guelph Platers sowie an der Bowling Green State University gespielt hatte. Kurzzeitig arbeitete MacLellan nur in Teilzeit für die Capitals, indem er in seiner Wahlheimat Spiele der neu gegründeten Minnesota Wild beobachtete, bevor er wenig später fest als Scout für die Organisation tätig war.
Bereits zur Saison 2004/05 stieg der Kanadier zum Director of Player Personnel auf und hatte diese Position zehn Jahre inne, wobei er General Manager George McPhee von 2009 bis 2014 zusätzlich als Assistent zur Seite stand. Nach der Spielzeit 2013/14 wurde McPhee entlassen und MacLellan im Mai 2014 zum neuen General Manager und Senior Vice President of Hockey Operations ernannt. Das Team führte er in der Folge in den Playoffs 2018 zum ersten Stanley Cup der Franchise-Geschichte.
Nach zehn Jahren als General Manager der Capitals gab er das Amt nach der Saison 2023/24 an seinen bisherigen Assistenten Chris Patrick ab, blieb der Organisation allerdings als Director of Hockey Operations erhalten.

## Erfolge und Auszeichnungen
- 1982 CCHA First All-Star Team
- 1985 Silbermedaille bei der Weltmeisterschaft
- 1989 Stanley-Cup-Gewinn mit den Calgary Flames
- 2018 Stanley-Cup-Gewinn mit den Washington Capitals

## Karrierestatistik

### International
Vertrat Kanada bei:
- Weltmeisterschaft 1985

(Legende zur Spielerstatistik: Sp oder GP = absolvierte Spiele; T oder G = erzielte Tore; V oder A = erzielte Assists; Pkt oder Pts = erzielte Scorerpunkte; SM oder PIM = erhaltene Strafminuten; +/− = Plus/Minus-Bilanz; PP = erzielte Überzahltore; SH = erzielte Unterzahltore; GW = erzielte Siegtore; 1 Play-downs/Relegation; Kursiv: Statistik nicht vollständig)

## Persönliches
MacLellan ist verheiratet und Vater zweier Töchter.